# SH-06G
AQUOSケータイ SH-06G（アクオス ケータイ エスエイチ ゼロロク ジー）は、シャープが開発した、NTTドコモの第3世代移動通信システム（FOMA）端末、ドコモ ケータイ（spモードケータイ）の一つである。

## 概要
本端末はNTTドコモ初のAndroidフィーチャーフォン（いわゆるガラホ）の機種である。
ブラウザ機能はパソコンやスマートフォンと同様のWebサイトの閲覧が可能となっている。また、キー部分に静電式センサーを配置しており、「docomo」ロゴマーク下から「*」・「0」・「#」ボタンの段までの範囲がタッチエリアとなり、タップ・スクロール・ピンチイン/ピンチアウトといった直感操作が可能な「タッチクルーザーEX」を搭載するほか、Webサイトを画面メモとして保存できるスクリーンショットも搭載されている。
メインディスプレイは約3.4インチのQHD液晶を搭載しており、バックライトには発色と明るさに長けた「PureLED（ピュアレッド）」を採用。覗き見を防止する「ペールビュー」も搭載されており、パターンは4種類から選択可能である。
カメラ機能では撮影シーンに合わせてガイドやメッセージで適切なアドバイスを表示する「フレーミングアドバイザー」を搭載するほか、撮影モードは被写体が円形に歪む「魚眼カメラ」や風景をミニチュア模型風に撮影できる「ミニチュアライズカメラ」など15種類を搭載。また、音声でシャッターが切れる「音声シャッター」、カメラをかざすだけで英語を日本語に変換する「翻訳ファインダー」、長時間の動きを1～10秒ごとに1枚記録し、つなげて動画として再生するタイムラプス撮影（微速度撮影）も搭載されている。
そのほか、シャープ製では初めてとなるクイックオープン（ワンプッシュオープンボタン）を搭載しているほか、開いた状態で相手の名前を話すだけで相手の発信画面を表示してすぐに電話をかけることができる「名前を呼んでかんたん発信」や、一部の機能（電話発着信・メール・ワンセグ・ブラウザ・LINE・カメラ）に制限をかけることができるペアレンタルモードも搭載されている。
なお、spモード対応機種である関係上、iモード対応のドコモ ケータイ（旧シリーズの端末を含む）で契約していた有料コンテンツの引継は不可となっており、本機種に機種変更する前にユーザー自身で退会手続きを行う必要がある。また、おサイフケータイは非対応である。
また、2020年9月中旬まではコミュニケーションアプリLINEに対応しており、本体メニューからダウンロードすることで利用可能であった。ただし、スマートフォン版と一部仕様が異なるほか、Google Playを経由してダウンロードするLINE連携アプリ（LINE GAMEなど）は利用不可能であった。2020年9月23日でLINEアプリの提供自体を終了している。
ちなみにこちらの、記事にCPUの事が書かれていないためたまたま実機があったので確認したところSnapdorangon400でした。

## 歴史
- 2015年5月13日 - NTTドコモより発表。事前予約開始。
- 2015年6月26日 - 発売開始。